# Colla Rossa
La Colla Rossa (anche sulla cartografia francese Colla Rossa), è un valico delle Alpi liguri situato a 2178 m s.l.m. sul confine italo-francese.

## Descrizione

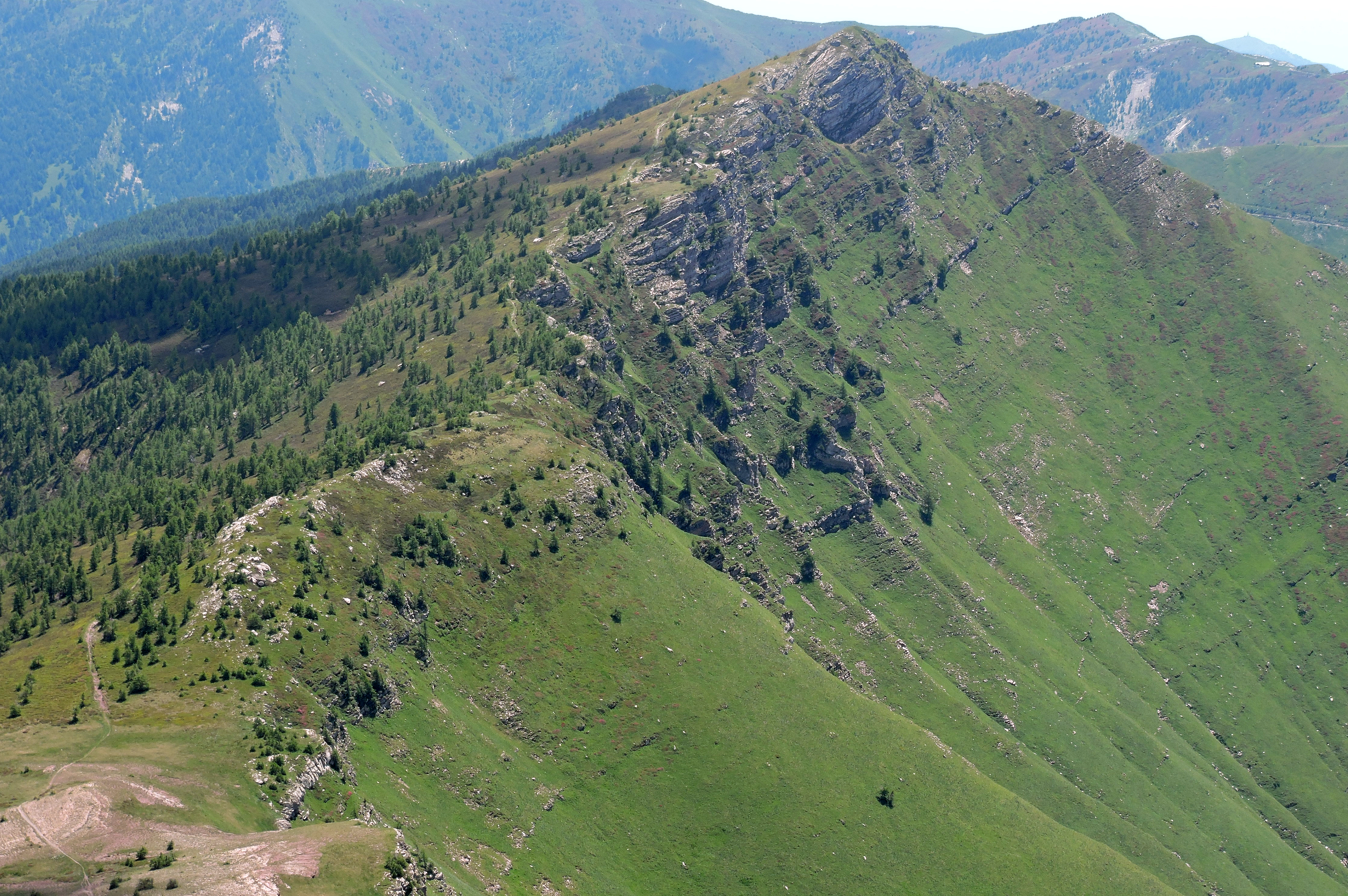
Vista dal m.Bertrand, a destra la Cima Missun

Il colle si apre tra il Monte Bertrand (a nord-ovest) e la Cima Missun, ed è collocato sullo spartiacque della catena principale alpina. Amministrativamente il punto di valico è collocato tra il comune italiano di Briga Alta (CN) e quello francese di La Brigue (FR-06). Idrograficamente il colle divide le alte valli del Tanaro (bacino padano, a nord-est) e della Roia (bacino del mar Ligure, a ovest).

## Storia
Il colle, un tempo appartenente completamente all'Italia, è oggi diviso tra Italia e Francia: il trattato di Parigi fa infatti transitare il confine tra le due nazioni per la Colla Rossa.

## Accesso
Il passo è raggiungibile a piedi o in mountain bike dal Colle delle Selle Vecchie o dal Passo Tanarello passando per una mulattiera ex-militare che si tiene nei pressi dello spartiacque principale.